# خدمات درآمد
خدمات درآمد، آژانس درآمد یا اداره مالیات یک سازمان دولتی است که مسئول مصرف درآمد دولت، شامل مالیات و گاهی درآمد غیر مالیاتی است. بسته به حوزه قضایی، خدمات درآمد ممکن است موظف به جمع‌آوری مالیات، تحقیق دربارهٔ فرار مالیاتی یا انجام حسابرسی باشد.
مدیر اجرایی اداره خدمات درآمد به عنوان کمیسر (مأمور عالی‌رتبه دولتی)، وزیر، دبیر یا مدیر شناخته می‌شود.